# Xerocrates proleuca
Xerocrates proleuca är en fjärilsart som beskrevs av Edward Meyrick 1890. Xerocrates proleuca ingår i släktet Xerocrates och familjen plattmalar. Inga underarter finns listade i Catalogue of Life.